# 山陽小野田市
山陽小野田市（さんようおのだし）は、山口県の南西部にある市。宇部都市圏に属するとともに福岡県北九州市との関係も深く、関門都市圏の一部でもある。
市名は合併前の旧市町名を並べたもので、2020年現在、全てが漢字による5文字の市名は日本で唯一である。

## 地理

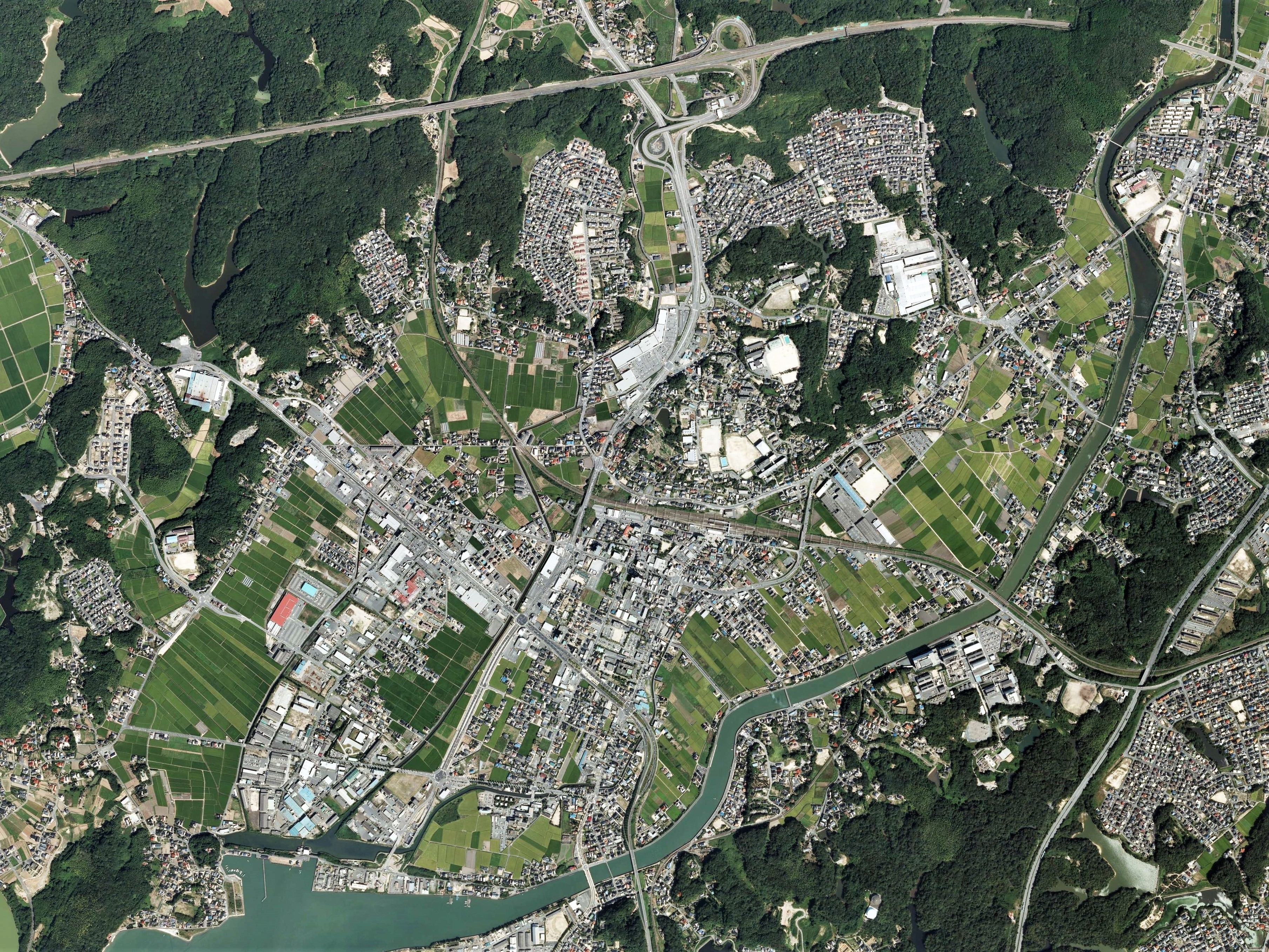
小野田地区中心部周辺の空中写真。
2009年9月7日撮影の2枚を合成作成。。

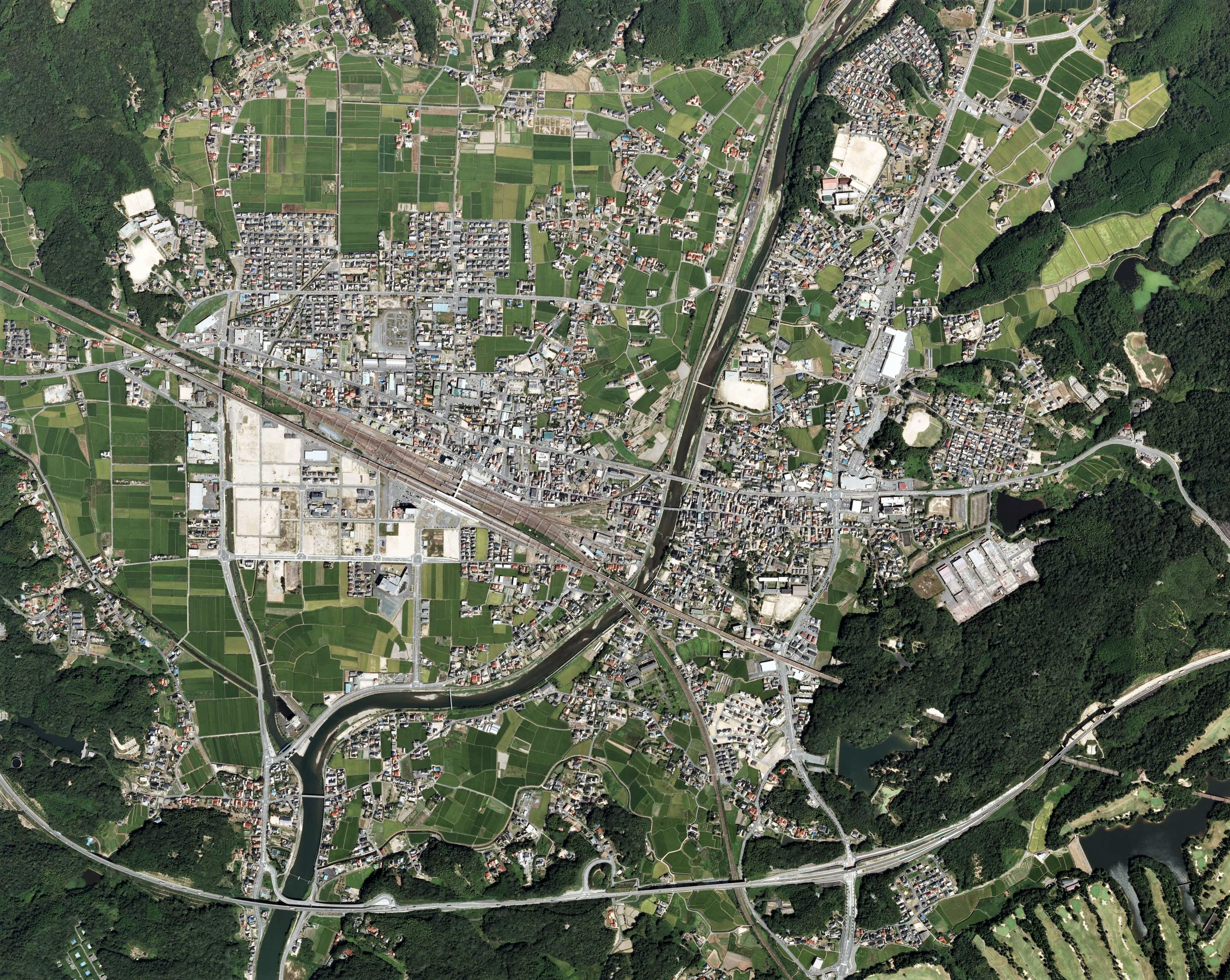
旧山陽町厚狭地区中心部周辺の空中写真。2009年9月7日撮影。。

山口県の南西部にあり、南北に長く瀬戸内海側に開けた扇状の形となっている。中央部には北から厚狭川が、東部には北東から有帆川がそれぞれ南流して瀬戸内海（周防灘）に注いでいる。市役所は、有帆川の河口部西岸にある。
古くから山陽道及び山陰と山陽を結ぶ交通の要衝として栄えてきた。市域を東西に貫通する形で山陽自動車道、国道2号、国道190号が通り、国道2号に国道190号が西部で合流している。

### 地形

#### 山地
主な山
- 竜王山
- 松嶽山

#### 河川
主な川
- 有帆川
- 厚狭川

#### 湖沼
主な湖
- 江汐湖

### 気候
比較的温暖で瀬戸内海式気候に属しているが、本州の西端に近く日本海からもさほど離れていないこともあって、冬季は曇り・雨の日が多く日本海性気候のようでもあり、二面性を持っている。

### 地域

#### 旧小野田市
1940年、小野田町と高千帆町の合併により発足。高千帆町には5大字が存在したため、それを継承し、大字未設置だった小野田町は全町をもって大字小野田となり、6大字となった。その後、宇部市東須恵の一部を1943年と1989年の2度にわたって編入しており、前者は丸河内、後者は東須恵となっている。また、第二次世界大戦後には埋立地に新たに西沖が発足したため、小野田市には最も多い時期で9大字が存在した。ただし、東須恵は山陽小野田市合併後に廃止されたため、現在は8大字が残る。
- 小野田（旧小野田町）
- 高畑（旧高千帆町）
- 有帆（旧高千帆町）
- 千崎（旧高千帆町）
- 西高泊（旧高千帆町）
- 東高泊（旧高千帆町）
- 丸河内（旧宇部市東須恵。1943年編入）
- 東須恵（旧宇部市東須恵。1989年編入ののち、2014年廃止）
- 西沖（1968年、埋立地に新設）

その後、1986年より近年までの間に住居表示が実施されている。大字ごとに列挙する。なお、発足年については判明しているもののみ記載する。
小野田
- 北竜王町（1986年）
- 中央1丁目～4丁目（1988年）
- 港町（1988年）
- 大学通1丁目～2丁目（1丁目は1988年、2丁目は2017年）
- 栄町
- 中川1丁目～6丁目
- 稲荷町
- 住吉本町1丁目～2丁目
- 高栄1丁目～3丁目
- 南竜王町
- セメント町
- 須恵1丁目～3丁目
- 平成町
- 赤崎1丁目～4丁目
- 新沖1丁目～3丁目
- 叶松1丁目～2丁目
- 波瀬1丁目
- 千代町1丁目～2丁目（2丁目は2006年。また、東須恵の一部を含む）

東須恵
- 自由ヶ丘（2014年。これにより東須恵を廃止）

有帆
- 新有帆町（2001年）
- 大休団地
- 共和台

西高泊
- 青葉台（2003年）
- 緑が丘

千崎
- 柿の木坂1丁目～3丁目（東西高泊の一部を含む）

東高泊
- 石井手1丁目（2000年）
- 揥山（くし山）[注釈 2] 1丁目～3丁目（2000年）
- 高千帆1丁目～2丁目（千崎の一部を含む？）
- 日の出1丁目～4丁目
- 新生1丁目～3丁目
- 旭町1丁目

#### 旧山陽町
旧自治体名は表記せず、大字のみを継承している。山陽町は1956年に厚狭町と埴生町が合併して発足した町であり、合併時から1961年までは大字の前に「厚狭」「埴生」を冠していた。(例：旧厚狭町厚狭→山陽町厚狭厚狭)
- 厚狭（旧厚狭町）
- 郡（旧厚狭町）
- 山野井（旧厚狭町）
- 山川（旧厚狭町）
- 鴨庄（旧厚狭町）
- 津布田（旧埴生町）
- 埴生（旧埴生町）
- 福田（旧埴生町）

なお、山陽小野田市として合併後に厚狭駅周辺の一部地域で住居表示が実施された。
- 厚狭1丁目（2008年、厚狭より発足）
- 桜1丁目～2丁目（2011年、山川より発足）

#### 山陽小野田市
現在（2025年）の大字を列挙する。
- 青葉台
- 赤崎
- 厚狭
- あさひが丘
- 旭町
- 有帆
- 有帆上町
- 有帆新町
- 石井手
- 稲荷町
- 上の台
- 後潟上
- 後潟下
- えびす町
- 烏帽子岩
- 烏帽子岩団地
- 烏帽子岩前
- 大須恵
- 大塚
- 大塚団地
- 大浜
- 奥若山
- 小野田
- 小野山
- 柿の木坂
- 片山
- 角石
- 叶松
- 上木屋
- 上の郷
- 神帆町
- 亀の甲
- 鴨庄
- 刈屋上条
- 刈屋中村
- 刈屋西条
- 共和台
- 共和町
- 杵築
- 北栄町
- 北真土郷
- 北竜王町
- 北若山
- 木戸大鼻
- 木戸新町
- 木戸中ノ町
- くし山
- 高栄
- 郡
- 小松尾郡
- 小松尾
- 郷
- 栄町
- 桜
- 桜が丘
- 笹尾西
- 笹尾東
- 下木屋
- 市立病院
- 新有帆町
- 新沖
- 新生
- 心和園
- 自由ヶ丘
- 須恵
- 須恵西
- 須恵東
- 須田ノ木
- 住吉本町
- セメント町
- 大休
- 大休団地
- 高須
- 高千帆
- 高畑
- 高浜
- 田の尻
- 大学通
- 旦西
- 旦東
- 中央
- 長寿園
- 千崎
- 千崎西
- 千崎東
- 千代町
- 津布田
- 中川
- 中里
- 中村
- 夏目
- 南平台
- 日産
- 西沖
- 西が迫
- 西住吉町
- 西高泊
- 西の郷
- 仁保の上
- 野来見
- 萩森
- 波瀬
- 埴生
- 浜
- 浜河内
- 浜田町
- 東須田の木
- 東住吉町
- 東高泊
- 東町
- 彼岸田
- ひがんだ団地
- 日の出
- 平生町
- 平原
- 福田
- 船越
- 古開作
- 古開作団地
- 平成町
- 平和町
- 松角
- 松浜
- 松浜団地
- 丸河内
- 緑が丘
- 港町
- 南高泊
- 南中川町
- 南真土郷
- 南松浜
- 南竜王町
- 南若山
- 目出
- 目出湖畔町
- 目出幸町
- 目出新町
- 目出文化町
- 目出緑町
- 本山団地
- 本山町
- 山川
- 山野井
- 横土手
- 硫酸町
- 労災病院
- 若草町

### 人口
| |                                              |  |
| 山陽小野田市と全国の年齢別人口分布（2005年） | 山陽小野田市の年齢・男女別人口分布（2005年） |  |
| ■紫色 ― 山陽小野田市 ■緑色 ― 日本全国 | ■青色 ― 男性 ■赤色 ― 女性                    |  |
| 山陽小野田市（に相当する地域）の人口の推移 \| 1970年（昭和45年） \| 64,536人 \| \| \| 1975年（昭和50年） \| 67,044人 \| \| \| 1980年（昭和55年） \| 68,312人 \| \| \| 1985年（昭和60年） \| 70,133人 \| \| \| 1990年（平成2年） \| 69,481人 \| \| \| 1995年（平成7年） \| 68,745人 \| \| \| 2000年（平成12年） \| 67,429人 \| \| \| 2005年（平成17年） \| 66,261人 \| \| \| 2010年（平成22年） \| 64,550人 \| \| \| 2015年（平成27年） \| 62,671人 \| \| \| 2020年（令和2年） \| 60,326人 \| \| |                                              |  |
| 総務省統計局 国勢調査より |                                              |  |
| 1970年（昭和45年） | 64,536人                                     |  |
| 1975年（昭和50年） | 67,044人                                     |  |
| 1980年（昭和55年） | 68,312人                                     |  |
| 1985年（昭和60年） | 70,133人                                     |  |
| 1990年（平成2年） | 69,481人                                     |  |
| 1995年（平成7年） | 68,745人                                     |  |
| 2000年（平成12年） | 67,429人                                     |  |
| 2005年（平成17年） | 66,261人                                     |  |
| 2010年（平成22年） | 64,550人                                     |  |
| 2015年（平成27年） | 62,671人                                     |  |
| 2020年（令和2年） | 60,326人                                     |  |

### 隣接する自治体
山口県
- 宇部市
- 下関市
- 美祢市

## 歴史

### 沿革
- 1775年（安永4年） - 高泊村が東高泊村と西高泊村に、須恵村が東須恵村と西須恵村に分村する。
- 1889年（明治22年）4月1日 - 町村制施行。厚狭郡に高畑村、東高泊村、西高泊村、千崎村、有帆村が成立。
  - 高畑村、東高泊村、西高泊村、千崎村、有帆村が合併し、高千帆村となる。
  - 西須恵村が須恵村と改称する。
  - 鴨庄村、厚狭村、郡村が合併し、厚西村となる。
  - 山川村、山野井村が合併し、出合村となる。
  - 津布田村、土生村、福田村が合併し、生田村となる。
- 1918年（大正7年）10月1日 - 町制施行・改称により、厚西村が厚狭町となる。
- 1920年（大正9年）4月3日 - 町制施行・改称により、須恵村が小野田町になる。
- 1929年（昭和4年）4月1日 - 出合村が厚狭町へ合併編入される。
- 1938年（昭和13年）4月1日 - 町制施行により、高千帆村が高千帆町になる。
- 1940年（昭和15年）11月3日 - 小野田町と高千帆町が合併し、同時市制施行により小野田市となる。
- 1943年（昭和18年）9月15日 - 宇部市大字東須恵の一部が編入（丸河内）。
- 1948年（昭和23年）6月1日 - 町制施行・改称により、生田村が埴生町となる。
- 1950年（昭和25年）8月27日 - 旧高千帆町の分離賛否を問う住民投票実施。結果は、反対多数。
- 1956年（昭和31年）9月30日 - 厚狭町と埴生町が合併し、山陽町となる。
- 1957年（昭和32年） - 小野田市と山陽町との合併に関わる住民投票実施。結果は、見送り。
- 1989年（平成元年）9月1日 - 宇部市大字東須恵の一部が編入（自由ヶ丘）。
- 2004年（平成16年）1月18日 - 小野田市と山陽町にて、宇部市、小野田市、楠町、山陽町の2市2町合併に関わる住民投票実施。結果は、否決多数。
- 2005年（平成17年）3月22日 - 小野田市と山陽町が合併し、山陽小野田市となる[2]。同時に厚狭郡が消滅する。

## 行政

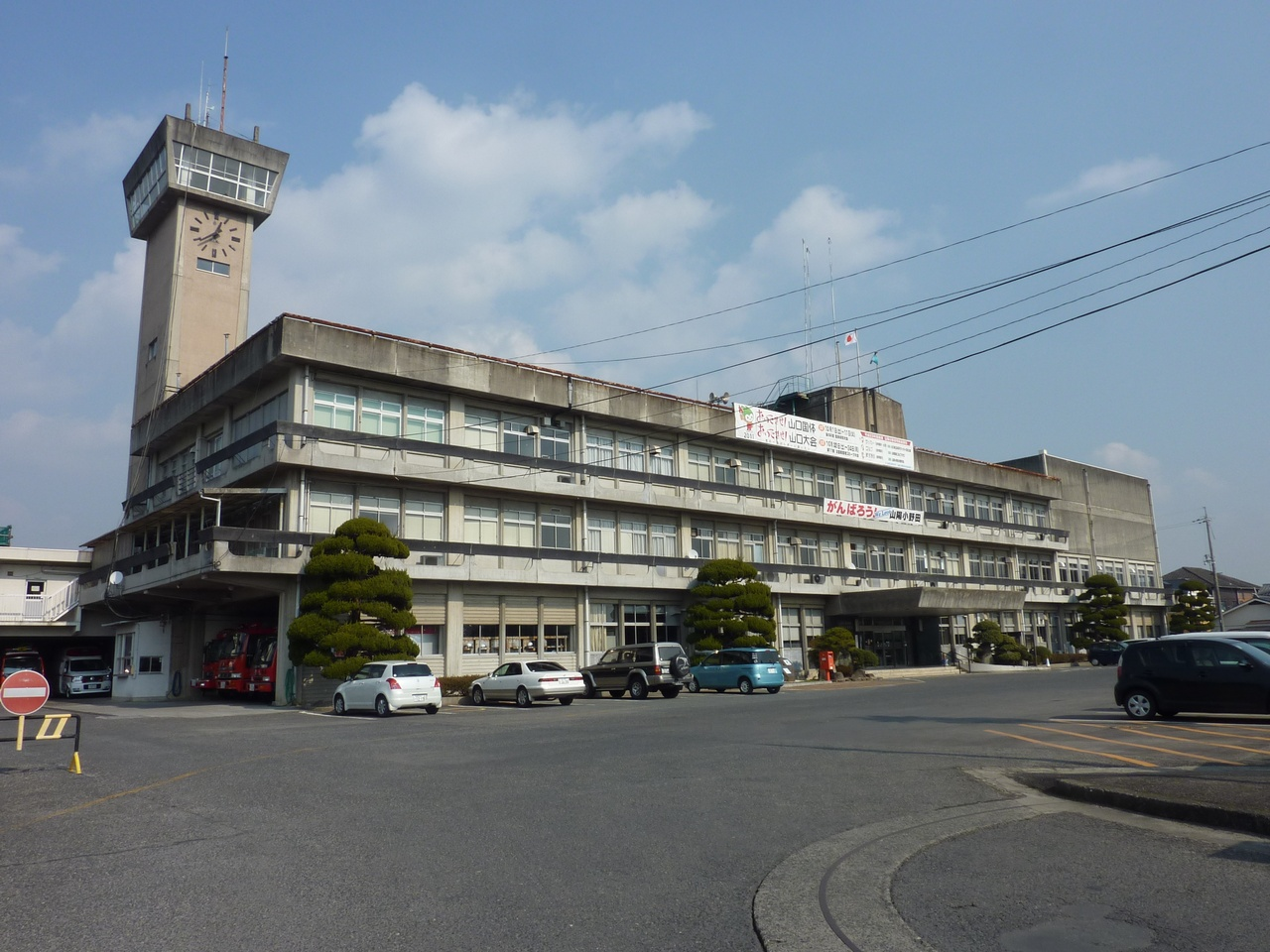
山陽総合事務所（旧山陽町役場）

### 市長
- 藤田剛二（ふじた ごうじ、2017年4月24日就任、現在2期目）

歴代市長
| 代     | 氏名     | 就任年月日    | 退任年月日    |
| ------ | -------- | ------------- | ------------- |
| 初-3代 | 白井博文 | 2005年4月24日 | 2017年4月23日 |
| 4代    | 藤田剛二 | 2017年4月24日 |               |

### 警察
警察の管轄は2009年（平成21年）4月1日より全域が山陽小野田警察署になっている。宇部市に跨がる山陽小野田市立山口東京理科大学の敷地も同警察署の管轄範囲に含まれる。

### 消防
宇部市との消防広域化により、2011年（平成24年）4月1日に宇部・山陽小野田消防局が発足した。

### 国家機関
- 農林水産省山口農政事務所山陽小野田統計・情報センター
- 財務省広島国税局厚狭税務署
- 航空自衛隊防府北基地レーダー地区（宇宙作戦群）（旧・海上自衛隊山陽通信所）

## 議会

### 市議会
- 定数：22人
- 任期：2021年10月10日 - 2025年10月9日
- 議長：髙松秀樹
- 副議長：中村博行

### 衆議院
- 選挙区：山口3区（宇部市、山口市（旧阿東町域）、萩市、美祢市、山陽小野田市、阿武郡）
- 任期：2021年10月31日 - 2025年10月30日
- 当日有権者数：256,039人
- 投票率：50.14％

| 当落 | 候補者名 | 年齢 | 所属党派   | 新旧別 | 得票数   | 重複 |
| ---- | -------- | ---- | ---------- | ------ | -------- | ---- |
| 当   | 林芳正   | 60   | 自由民主党 | 新     | 96,983票 | ○    |
|      | 坂本史子 | 66   | 立憲民主党 | 新     | 29,073票 | ○    |

## 施設

### 警察
警察署
- 山口県山陽小野田警察署

交番
- 厚狭幹部交番（旧厚狭警察署）

### 病院
- 山口労災病院
- 小野田赤十字病院
- 山陽小野田市民病院

### ホール・集会場
- 山陽小野田市民館（中央公民館・小野田公民館併設）
- 山陽小野田市文化会館

### 図書館
- 山陽小野田市立図書館：中央図書館と厚狭図書館の2館がある
- 山陽小野田市立山口東京理科大学図書館：市立図書館との相互利用が可能

### 公民館

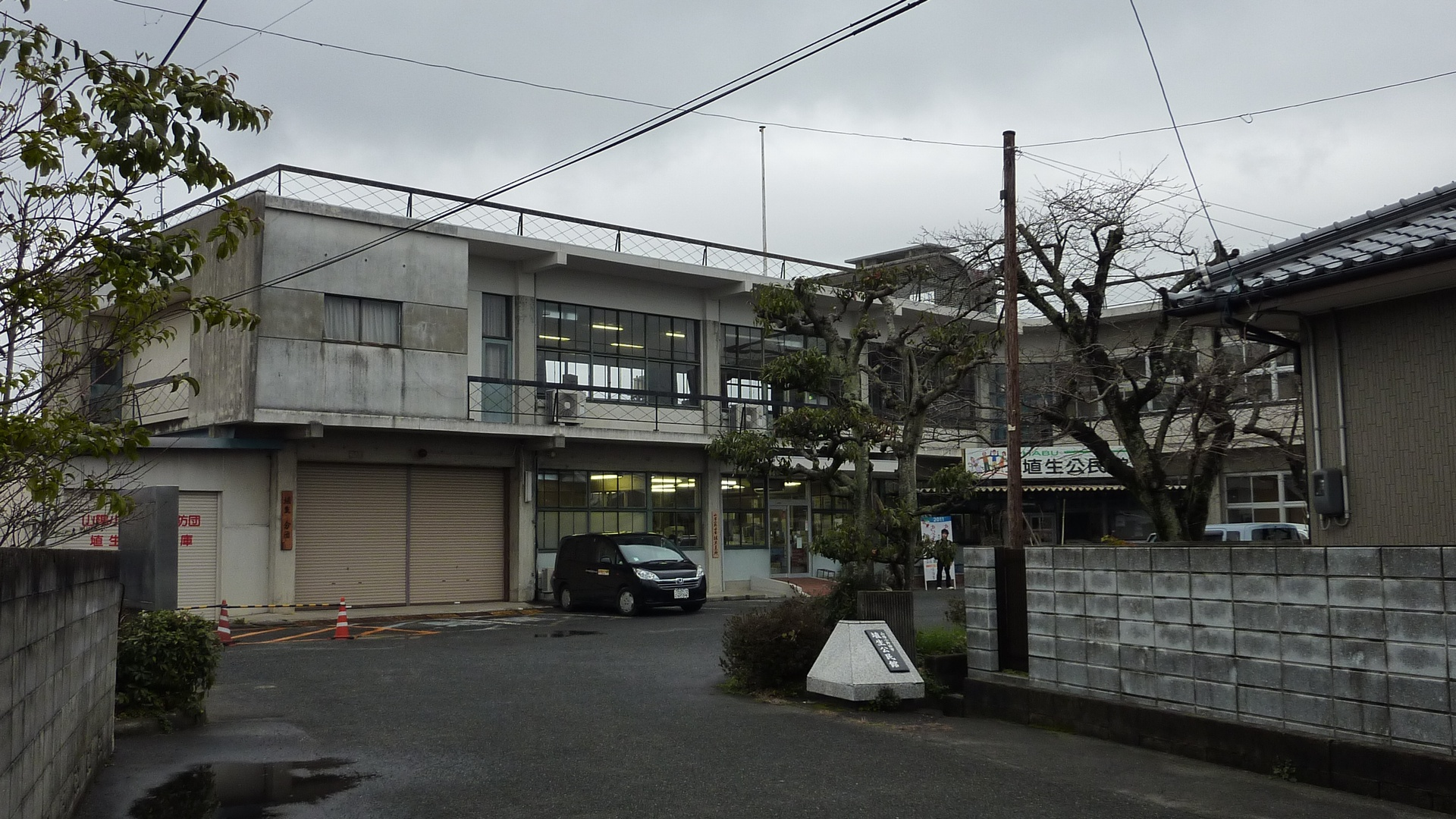
埴生公民館（山陽小野田市役所埴生支所）

- 赤崎公民館
- 厚狭公民館
- 有帆公民館
- 小野田公民館
- 厚陽公民館
- 須恵公民館
- 高泊公民館
- 高千帆公民館
- 出合公民館
- 埴生公民館
- 本山公民館

### その他
- 山陽小野田市歴史民俗資料館
- きららガラス未来館
- きらら交流館
- 竜王山公園オートキャンプ場
- 山口県立おのだサッカー交流公園（FC宇部ヤーマンのホームグラウンド）

## 対外関係

### 姉妹都市･提携都市

#### 海外
姉妹都市
- モートンベイ市（オーストラリア連邦 クイーンズランド州）
- 1992年（平成4年）8月18日 旧レッドクリフ市と姉妹都市提携

#### 国内
姉妹都市
- 秩父市（関東地方 埼玉県）
- 1996年（平成8年）5月20日 姉妹都市提携

旧小野田市時代に、小野田セメントと秩父セメント両社の合併が縁で姉妹都市提携。山陽小野田市となった後も引き続き交流を続けることとし、2007年（平成19年）12月2日に再調印を行った。

## 経済

### 第一次産業

埴生漁港

#### 農業
特産品として「寝太郎かぼちゃ」がある。名称の由来については「三年寝太郎#厚狭の寝太郎」参照。

#### 水産業
- 高泊漁港
- 刈屋漁港
- 埴生漁港
- 梶漁港

### 第二次産業

#### 工業

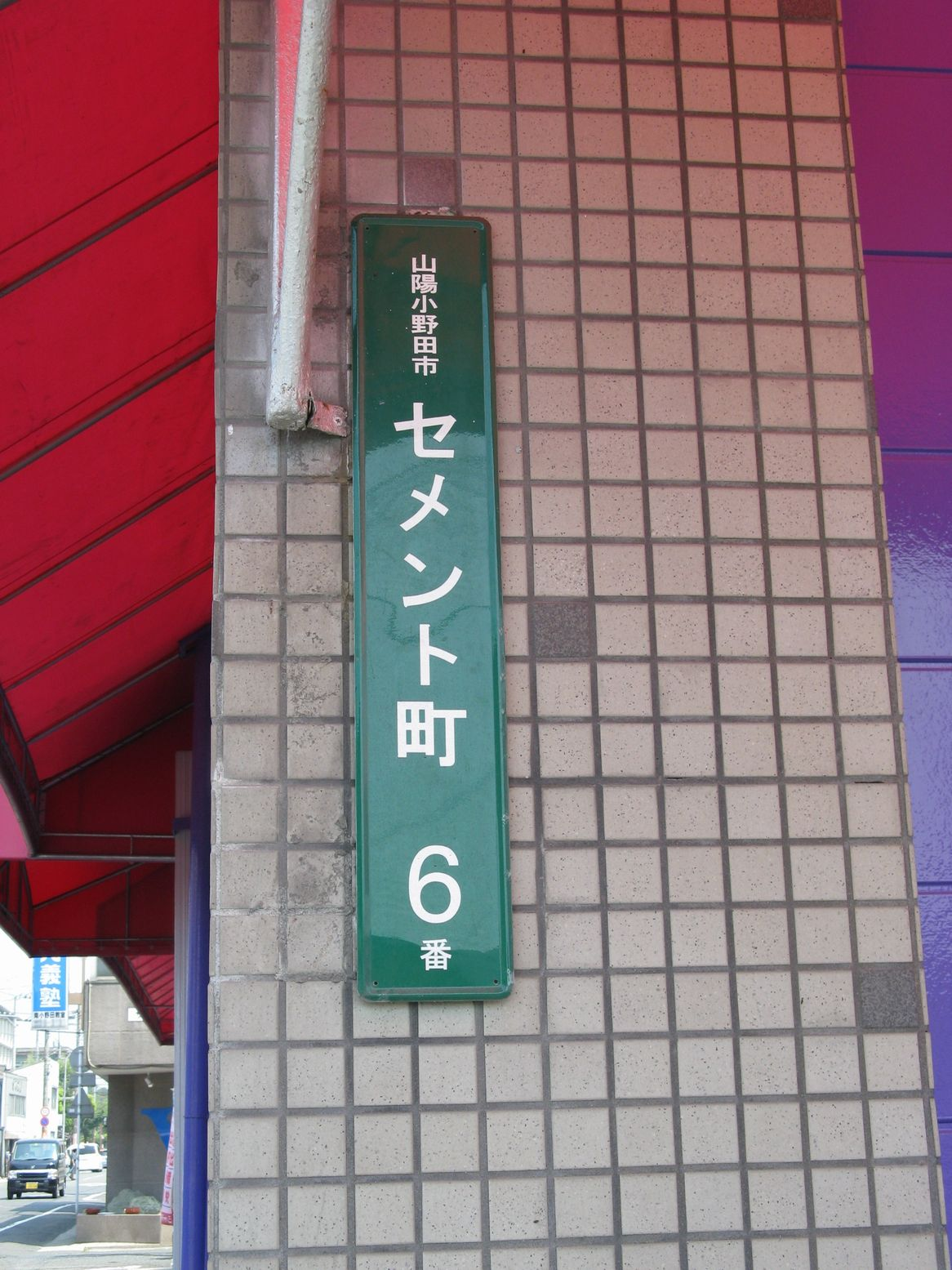
セメント町の町名標

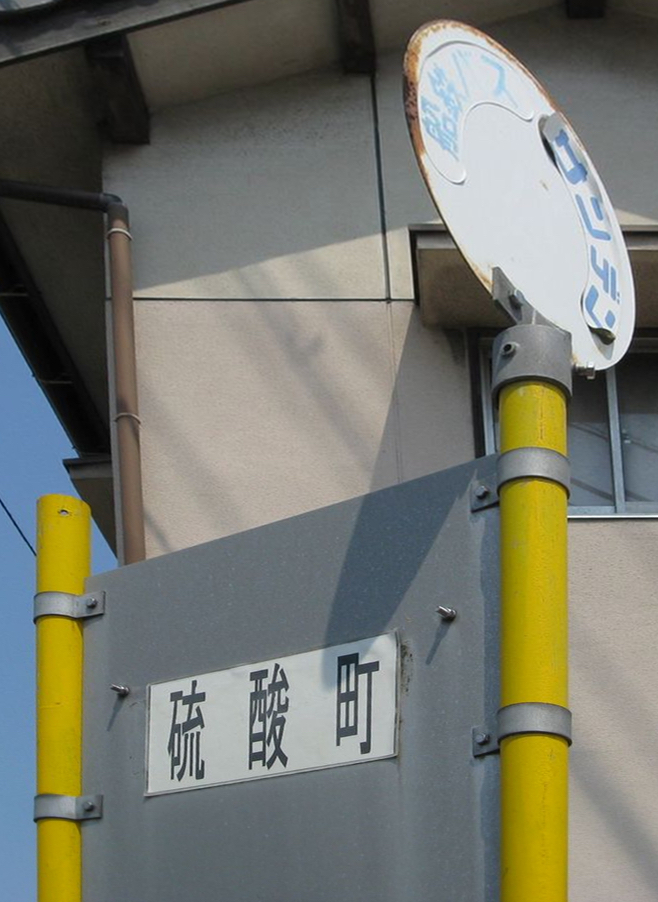
硫酸町バス停

明治維新後、セメントを中心とした化学工業や製油を中心とした工業都市として発展した。隣接する宇部市と共に、瀬戸内工業地域の一角を担っている。
昔から工業と密接な関係があったことから、市内には現在も「セメント町」（旧・小野田セメントに由来）、「硫酸町」（明治時代から硫酸を製造していた日産化学工業小野田工場に由来）の町名が残り、また小字として「火薬町」（火薬メーカーから発展した日本化薬厚狭工場に由来）も存在する。
市内の主要企業
- 太平洋セメント（小野田事業所） - 旧:小野田セメントの創業の地
- 日産化学（小野田工場）
- 日本化薬（厚狭工場）
- 長州産業
- 宇部フィルム（小野田工場）
- ジャパンファインスチール
- 田辺三菱製薬工場株式会社（小野田工場）
- 田辺三菱製薬株式会社（小野田事業所）
- THK（山口工場）
- 富士商
- 西部石油（山口製油所）
- 共英製鋼（山口事業所）
- 不二輸送機工業
- 戸田工業
- JFEマグパウダー
- 小野田化学工業
- FDK
- 天馬
- ササクラ
- 中国電力
- 丸喜（スーパーマーケット）

### 第三次産業

#### 商業
主な商業施設
- おのだサンパーク（中川）
  - フードウェイおのだサンパーク店
  - ユニクロおのだサンパーク店
  - 無印良品おのだサンパーク
  - ABCマートおのだサンパーク店
  - ドラッグセガミおのだサンパーク店
  - スターバックスおのだサンパーク店
  - 西松屋おのだサンパーク店
  - ザ・ダイソーおのだサンパーク店
- イオン小野田ショッピングセンター（東高泊）
  - マックスバリュ小野田店
  - ホームセンター コーナン小野田インター店
  - ザ・ダイソーイオン小野田店
  - クスリ岩崎チェーンイオン小野田店
- イオンタウン厚狭ショッピングセンター（厚狭字上ヶ田）
  - マックスバリュ厚狭店
  - ザ・ダイソーイオンタウン厚狭SC店
  - ウォンツ厚狭店
- ディスカウント ドラッグコスモス（東高泊店・小野田店・丸河内店）
- グッデイ小野田店（西高泊）
- ゲオ（小野田店・HARUYAプラスゲオ厚狭店）
- ナフコ小野田店（西高泊）
- ジュンテンドー厚狭店（鴨庄）
- セリアまるき神田店（西高泊）
- ダイレックス小野田店（日の出）
- ブックオフ小野田店（高栄）
  - オフハウス小野田店
- アルク小野田店（西高泊）
  - ザ・ダイソーアルク小野田店
- マツヤデンキ小野田店（日の出）
- 丸喜（本部・西高泊。ウェスタまるき厚狭店・ウェスタまるき中川店・ウェスタまるき神田店・まるき小野田大学通り店。ほか市外25店舗）
- ヤマダデンキテックランド宇部店（丸河内）

### 金融機関
市内に窓口があるもの
- 山口銀行（市の指定金融機関）
- 西京銀行
- 西中国信用金庫
- 山口県信用組合 - 市内に本拠を置く
- 中国労働金庫
- 山口県農業協同組合（宇部統括本部）

## 情報･通信

### マスメディア

#### 新聞社
- 宇部日報
- 山口新聞 山陽小野田支局

### 市外局番
- 市外局番は、0836（宇部MA、市内局番は20 - 99）となっている。

### 郵便番号
- 郵便番号は、小野田地区は「756-XXXX」（小野田郵便局）、山陽地区は「757-00XX」「757-8XXX」（厚狭郵便局）になっている。

## 教育

### 大学
市立
- 山陽小野田市立山口東京理科大学（2016年4月1日、山口東京理科大学より変更）
- 山陽小野田市立山口東京理科大学学習センター

### 高等学校
公立
- 山口県立厚狭明進高等学校（旧山口県立厚狭高等学校）
- 山口県立小野田高等学校
- 山口県立小野田工業高等学校

私立
- サビエル高等学校

### 中学校
公立
- 山陽小野田市立高千帆中学校
- 山陽小野田市立小野田中学校
- 山陽小野田市立竜王中学校
  - 松原分校

- 山陽小野田市立埴生中学校
- 山陽小野田市立厚狭中学校
- 山陽小野田市立厚陽中学校

### 小学校
公立
- 山陽小野田市立有帆小学校
- 山陽小野田市立高千帆小学校
- 山陽小野田市立高泊小学校
- 山陽小野田市立小野田小学校
- 山陽小野田市立須恵小学校
- 山陽小野田市立赤崎小学校
- 山陽小野田市立本山小学校
- 山陽小野田市立松原分校
- 山陽小野田市立厚狭小学校
- 山陽小野田市立出合小学校
- 山陽小野田市立厚陽小学校
- 山陽小野田市立埴生小学校
- 山陽小野田市立津布田小学校

## 交通

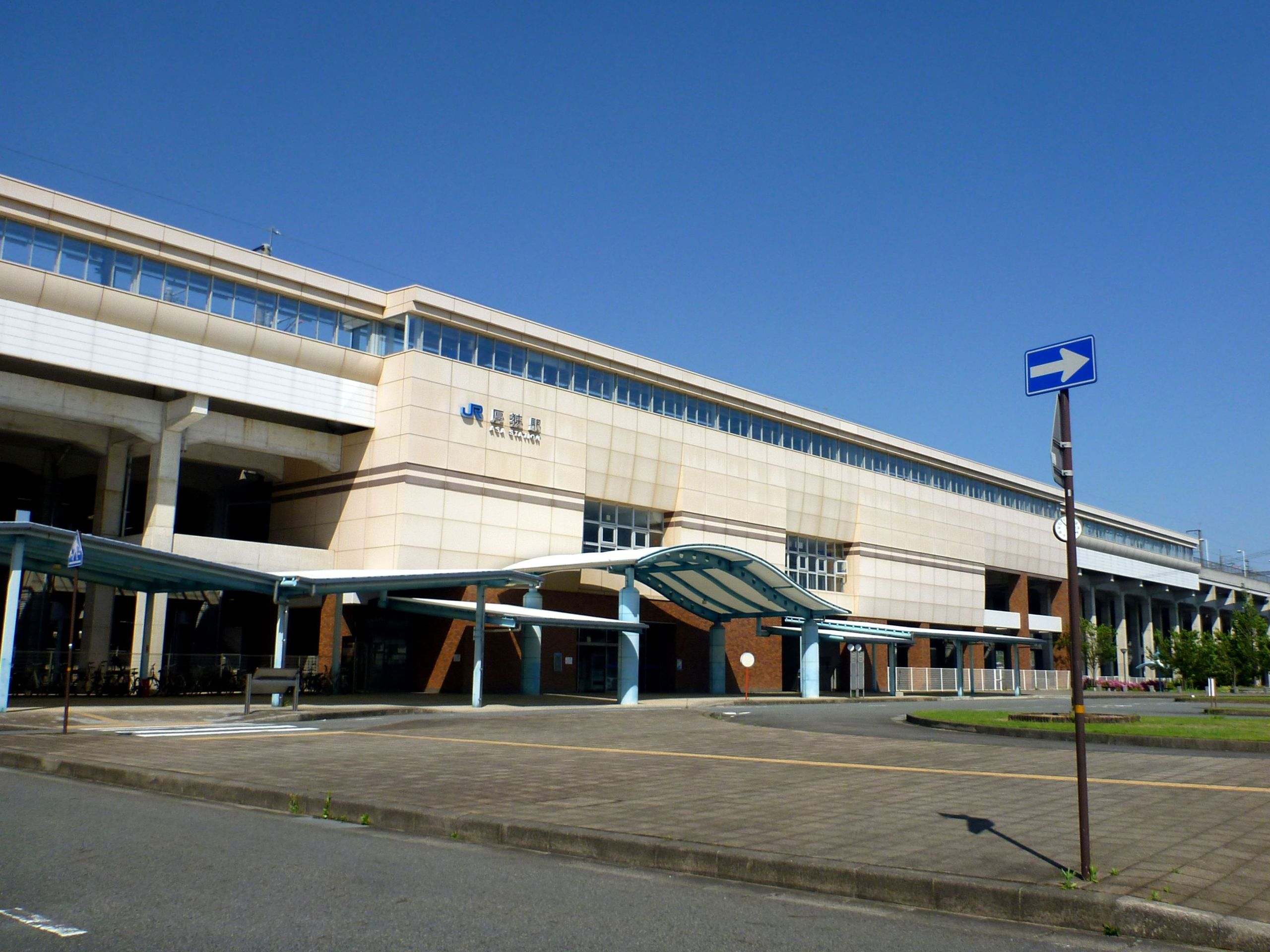
厚狭駅

### 鉄道
中心となる駅：小野田駅・厚狭駅(JTB時刻表では小野田駅が中心駅と表記)
- 西日本旅客鉄道（JR西日本）
  - 山陽新幹線：厚狭駅
  - 山陽本線：小野田駅 - 厚狭駅 - 埴生駅
  - 小野田線：雀田駅 - 小野田港駅 - 南小野田駅 - 南中川駅 - 目出駅 - 小野田駅
    - 小野田線本山支線：雀田駅 - 浜河内駅 - 長門本山駅

  - 美祢線：厚狭駅 - 湯ノ峠駅

### バス

#### 路線バス
- 船木鉄道（船鉄バス） - 山陽小野田市内の路線、宇部市（市中心部および旧楠町船木地区など）と山陽小野田市を結ぶ路線、美祢市と山陽小野田市を結ぶ路線がある。
- サンデン交通（サンデンバス） - 下関市と山陽小野田市を結ぶ路線を運行する。
- 宇部市交通局（宇部市営バス） - 山陽小野田市内の一部地域と宇部市を結ぶ路線がある。
- コミュニティバス - 旧山陽町域で運行する「厚狭北部便」「ねたろう号」「いとね号」と、旧小野田市域で運行する「高畑・高泊循環線」がある。船鉄バスにより運行。

詳細な路線網については「小野田市公共交通マップ」を参照。

#### 高速バス
- 福岡・山口ライナー（JRバス中国）：市内の山陽小野田市役所前、江の内に停車する。福岡市との間を結ぶ。
- サンアンドムーン（大新東）：市内の小野田ICに併設されたバス停留所に停車する。京阪神3都市（京都市・大阪市・神戸市）との間を結ぶ。

### タクシー
- 小野田第一交通
- 小野田中央交通
- 小野田観光（観光タクシー）

### 道路

#### 高速道路
- 山陽自動車道：小野田IC - 周防灘PA - 埴生IC
- 中国自動車道 - 市境付近を通過する。

#### 国道
- 国道2号：厚狭・埴生バイパス
- 国道190号
- 国道316号

#### 県道
- 主要地方道
  - 山口県道29号宇部船木線
  - 山口県道30号小野田美東線
  - 山口県道65号山陽豊田線
  - 山口県道71号小野田山陽線
- 一般県道
  - 山口県道222号小野田停車場線
  - 山口県道223号小野田港線
  - 山口県道224号西万倉山陽線
  - 山口県道226号津布田郡線
  - 山口県道227号厚狭停車場郡線
  - 山口県道228号厚狭停車場線
  - 山口県道229号埴生停車場線
  - 山口県道232号奥万倉山陽線
  - 山口県道260号宇賀山陽線
  - 山口県道349号江汐公園線
  - 山口県道354号妻崎開作小野田線
  - 山口県道355号奥万倉厚狭線

### 港湾
- 小野田港（重要港湾） - 中国電力新小野田発電所で使用される石炭の移入が中心となっている。

## 観光

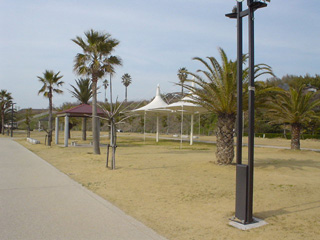
山陽小野田市・焼野海岸（きららビーチ焼野）

### 名所･旧跡
名所
- 江汐公園
- 小野田セメント徳利窯
- 浜五挺唐樋（干拓遺跡）
- 山陽オートレース場
- 塚の川古墳
- 山口県立おのだサッカー交流公園
- 山口ワイナリー
- 竜王山公園
- 本山岬公園くぐり岩

### 観光スポット
温泉
- 江汐湖温泉
- 湯ノ峠温泉
- 王喜温泉・糸根温泉（ドライブインみちしお）

海水浴場
- 焼野海岸（きららビーチ焼野）

## 文化･名物

### 名産･特産
名産品
- 小野田あさり
- せめんだる（もなか饅頭）
- 想い出の列車（焼き菓子）
- 厚狭寝羊羹（羊羹）
- 貝汁
- 山口ワイン
- 寝太郎餅

## 出身･関連著名人
- 青木周蔵（外交官）
- 安部敏恵（NHK北九州放送局キャスター）
- 池野雅博（漫画家）
- 伊津美敬（芸能プロモーター）（シンガー）
- 伊藤愛（ラジオパーソナリティ）
- 今村豊（競艇選手）
- 岡村勝正（実業家）
- 門田博光（元プロ野球選手）※出生地、奈良県五條市育ち
- 来島又兵衛（江戸時代末期、禁門の変に参加）
- 藏川洋平（プロサッカー選手、ロアッソ熊本）
- 佐々木萌（バレーボール選手）
- 佐々木侑（バレーボール選手）
- 嶋田哲也（元プロ野球選手、プロ野球審判員）
- 嶋村かおり（グラビアアイドル、女優）
- 崔一彦（元韓国プロ野球選手、野球韓国代表コーチ）
- なかはらかぜ（漫画家、イラストレーター）
- 中村衣里（山口放送アナウンサー）
- 林恵子（フリーアナウンサー）
- 藤田ミノル（プロレスラー）
- 古谷幸一（作曲家、宝塚歌劇団理事）
- 細迫兼光（衆議院議員、日本社会党）
- 松崎洋子（NHK福岡放送局キャスター）
- 椋木蓮（プロ野球選手）
- 村中李衣（絵本作家）
- やきそばかおる（作家、動物写真家）
- 安田邦子（女子サッカー選手、元岡山湯郷Belle）